# Limnodynastes lignarius
A Limnodynastes lignarius a kétéltűek (Amphibia) osztályának békák (Anura) rendjébe, a mocsárjáróbéka-félék (Limnodynastidae) családjába, azon belül a Limnodynastes nembe tartozó faj.

## Előfordulása
Ausztrália endemikus faja. Ausztrália Nyugat-Ausztrália államának északkeleti részén, Kalumburutól az Argyle-tóig, és innen az Északi terület Arnhem-föld régiójáig honos. 

## Megjelenése
Közepesnél nagyobb termetű békafaj, testhossza elérheti a 6,5 cm-t. Elterjedési területétől függően két színváltozata ismert. Az első változat háta világos szürkésbarna, barna foltokkal; a másik változat háta sötét barnás-lilás színű, néha aranyos barna foltokkal. Hasi oldala fehér vagy barnás lila. Pupillája függőleges elhelyezkedésű, írisze réz vagy arany színű. Mellső lábfejei úszóhártya nélküliek, hátsókat félig úszóhártya borítja. Ujjai végén nincsenek korongok. Az első színváltozat hímjeinek felső ajkán, oldalán és végtagjain apró fekete kinövések vannak. A tympanum (hallószerv) mindkét változat esetében nagy méretű és jól kivehető.

## Életmódja
A párzás az esős évszakban, nyártól őszig tart. Petéit habos petecsomókban rakja le a kialakult tavacskák, pocsolyák vizének felszínére. A nőstény egyszerre 350–400 petét helyezhet el. Az első színváltozat ebihalainak hossza elérheti a 7,5 cm-t, a második színváltozatéi a 6,5 cm-t. Mindkét változat színe barna vagy fekete, feltűnő fekete pettyek csak a világosbarna egyedeken láthatók. Nagy méretű szájukkal a víz alatti kövekhez tapadnak, hogy a víz ne sodorja el őket. Teljes kifejlődésük két hónapot vesz igénybe.
Élőhelyén meglehetősen gyakori. Általában éjszaka figyelhető meg a sekély tavacskákban. Hangja emlékeztet a fejszecsapásra, erről a jellegzetességről kapta a Woodworker frog (favágó béka) angol nevét.

## Természetvédelmi helyzete
A vörös lista a nem fenyegetett fajok között tartja nyilván. Elterjedési területén, Nyugat-Ausztráliában és az Északi területen több nemzeti park is fekszik.